# Lunarsolar
Lunarsolar (tiếng Hàn Quốc: 루나솔라; cách điệu là LUNARSOLAR) là một nhóm nhạc nữ Hàn Quốc. Nhóm gồm có 4 thành viên: Eseo, Taeryeong, Jian, Yuuri. Nhóm được thành lập bởi jplanet Entertainment. Nhóm ra mắt vào ngày 2 tháng 9 năm 2020, với album đơn Solar:Flare.

## Lịch sử

### Trước khi ra mắt
Trước khi gia nhập jplanet Entertainment, 3 trong số 4 thành viên đã từng tham gia vào lĩnh vực âm nhạc. Trước đây, Taeryeong từng là thí sinh của Produce 101 nhưng cô đã bị loại và xếp ở vị trí thứ 57. Cô ấy cũng là một người tham gia Mix Nine nhưng cô ấy đã bị loại và xếp ở vị trí thứ 46. Cô đã biểu diễn cùng nhóm nhạc nữ A-Daily vào tháng 10 năm 2018, nhưng cô chưa bao giờ được công bố là thành viên chính thức của nhóm. Cô cũng là thành viên của nhóm nhạc nữ Blackmamba (chưa ra mắt) của ONO Entertainment.
Jian là cựu thành viên của nhóm nhạc nữ S.E.T với nghệ danh TaeE và tham gia The Unit: Idol Rebooting Project nhưng bị loại và xếp ở vị trí thứ 61.
Yuuri là thành viên của nhóm nhạc nữ Nhật Bản I’S9 vào năm 2013, cho đến khi cô rời đi (hay "tốt nghiệp") vào tháng 11 năm 2015.
Vào năm 2018, JPlanet Entertainment đã công bố nhóm Rookie Planet, một dự án nhằm quảng bá các thực tập sinh (hay "tân binh") của họ ra toàn thế giới trước khi ra mắt chính thức. Họ thường đăng các bản cover dance, vocal và các video reaction. Các thành viên đã được tiết lộ trong vòng 1 năm, bắt đầu từ Jieun (người sau này trở thành Jian), Taeryeong, Hyeonjeong (người sau này trở thành Eseo), Yuuri và Sujin. Sujin rời đi vào đầu năm 2020. Vào ngày 27 tháng 3 năm 2020, Jian xuất hiện trên I Can See Your Voice 7, cũng như trở thành người hát cover cho kênh YouTube MUPLY.

### Ra mắt: 2020
Vào ngày 13 tháng 7 năm 2020, JPlanet Entertainment thông báo rằng họ sẽ ra mắt nhóm nhạc nữ đầu tiên và sau đó đã phát hành hình ảnh logo. Họ đã phát hành "ảnh nhận dạng" theo thứ tự của Jian, Yuuri, Eseo và Taeryeong bắt đầu từ ngày 13 tháng 7 năm 2020 và kết thúc vào ngày 16 tháng 7 năm 2020. Họ đã phát hành phiên bản 'Lunar' và phiên bản 'Solar' của các bức ảnh nhận dạng.
Nhóm ra mắt vào ngày 2 tháng 9 năm 2020 với album đơn Solar: Flare, cùng với video âm nhạc cho ca khúc chủ đề "Oh Ya Ya Ya".

## Thành viên
- Yuuri (유우리)
- Jian (지안)
- Taeryeong (태령)
- Eseo (이서)

## Danh sách đĩa nhạc

### Album đơn
| Tiêu đề      | Thông tin | Thứ hạng cao nhất | Doanh số |
| Tiêu đề      | Thông tin | KOR               | Doanh số |
| ------------ | --- | ----------------- | -------- |
| Solar: Flare | - Released: ngày 2 tháng 9 năm 2020 - Label: JPlanet Entertainment - Formats: CD, digital download, streaming Track listing 1. Oh Ya Ya Ya (노는 게 제일 좋아) 2. Oh Ya Ya Ya (노는 게 제일 좋아) (Inst.) | 51                | TBA      |

### Singles
| Tiêu đề       | Năm  | Thứ hạng cao nhật | Tên album    |
| Tiêu đề       | Năm  | KOR               | Tên album    |
| ------------- | ---- | ----------------- | ------------ |
| "Oh Ya Ya Ya" | 2020 | —                 | Solar: Flare |

## Sự nghiệp điện ảnh

### Music videos
| Title         | Year | Director(s) | Notes |
| ------------- | ---- | ----------- | ----- |
| "Oh Ya Ya Ya" | 2020 | Không biết  |       |